# Pseudothonalmus
Pseudothonalmus is een kevergeslacht uit de familie van de boktorren (Cerambycidae). De wetenschappelijke naam van het geslacht werd voor het eerst geldig gepubliceerd in 2004 door Guerrero.

## Soorten
Pseudothonalmus omvat de volgende soorten:
- Pseudothonalmus divisus (Chevrolat, 1858)
- Pseudothonalmus major (Gahan, 1895)
- Pseudothonalmus terminalis (White, 1853)
- Pseudothonalmus woodleyi Lingafelter, Micheli & Guerrero, 2004